# 乎
【乎】 — китайський ієрогліф.  Дуже рідко використовується на письмі в японській мові.

## Значення
1. знак питання.
1) чи... ?
2) чи не... ?; чи ж не... ?
2. знак оклику
3. ох! ах! гей!
4. в, у.
5. префікс знахідного або родового відмінку.
6. ніж (префікс перед порівнювальним словом).
7. суфікс підсилювання прикметника.

Ключ: 4 (丿 + 4);  Кількість рисок: 5.
Введення ієрогліфа методом цанзє: 竹火木 (HFD); Введення ієрогліфа чотирикутним методом: 20409. .

## Прочитання
| Китайська         |                   |                   |                   |                 |                 |
| Мандаринська мова | Мандаринська мова | Мандаринська мова | Мандаринська мова | Кантонська мова | Кантонська мова |
| чжуїнь            | піньїнь           | Вейд-Джайлз       | кирилиця          | ютпхін          | Єль             |
| ㄏㄨ ㄏㄨˊ        | hū (hu1) hú (hu2) | hu1 hu2           | ху                | fu4             | fu4             |

| Корейська |         |               |              |       |          |
|           | хангиль | стара латинка | нова латинка | Єль   | кирилиця |
| Звук:     | 호      | ho            | ho           | ho    | хо       |
| Назва:    | 어조사  | ǒjosa         | eojosa       | ecosa | оджоса   |

| Японська |                       |                       |                     |
|          | кана                  | латинка               | кирилиця            |
| Он:      | こ ご                 | ko                    | ко ґо               |
| Кун:     | か や かな に を より | ka ya kana ni wo yori | ка я кана ні о йорі |
| Ім'я:    | —                     | —                     | —                   |